# Pedicularis pulchella
Pedicularis pulchella är en snyltrotsväxtart som beskrevs av Francis Whittier Pennell. Pedicularis pulchella ingår i släktet spiror, och familjen snyltrotsväxter. Inga underarter finns listade i Catalogue of Life.